# PGP/Inline
 (février 2016).
Si vous disposez d'ouvrages ou d'articles de référence ou si vous connaissez des sites web de qualité traitant du thème abordé ici, merci de compléter l'article en donnant les références utiles à sa vérifiabilité et en les liant à la section « Notes et références ».
PGP/Inline (ou PGP/INLINE ou Inline PGP) est un jeu d'encodage pour le chiffrement et la signature d'e-mails à travers un système de chiffrement hybride. Les clients de messagerie qui gèrent ce standard permettent de savoir si les en-têtes et/ou le contenu de l'e-mail ont été chiffrés ou signés avec PGP/GnuPG. PGP/Inline est spécifié dans le standard OpenPGP (RFC 4880 section 6.2).
Le nom PGP/Inline n'est pas standardisé. La manière de chiffrer ou de signer les e-mails n'est elle non plus pas standardisée. Il est cependant possible d'insérer manuellement un bloc chiffré par PGP dans le corps d'un e-mail que le destinataire devra extraire et déchiffrer manuellement. On peut donc combiner des pièces jointes non chiffrées à un message chiffré par la méthode PGP/Inline. Un inconvénient étant que le nom en clair des pièces jointes peut aider à casser le chiffrement du contenu du message.

## Exemple d'e-mail chiffré
```
Return-Path: <emetteur@example.com>
Delivered-To: destinataire@example.org
Received: from mail.example.org (localhost [127.0.0.1])
       by mail.example.org.com (ExampleMailer) with ESMTP id 3D39B2AAA00
       for <destinataire@example.org.com>; Mon, 17 Nov 2008 20:45:22 +0100 (CET)
Message-ID: <223049802986@example.com>
Date: Mon, 17 Nov 2008 20:45:20 +0100
From: Emetteur <emetteur@example.com>
User-Agent: ExampleMUA 1.0
MIME-Version: 1.0
To: Destinataire <destinataite@example.org>
Subject: PGP/INLINE-Testmail
Content-Type: text/plain; charset=ISO-8859-1
Content-Transfer-Encoding: 8bit

-----BEGIN PGP MESSAGE-----
Charset: ISO-8859-1
Version: GnuPG v1.5.0 (GNU/Hurd)

eM3IyLmXvKp7zVTTwEU6Sbws0mUqvi4XwqNTuBwcn/aNQe6lTj+u26Bd7+kmEH02
Lj0tgPsP6+4A5b7Rzbf/I08z12LUJjyVXw4M/rSzJkrcpLN24iB/IcT0g1+HdLJF
[...]
nGqQbYRqMi64GCZ+4m0cSvQaIF9WOhSQDXR4KndYSc8/jiV2D+Ru5JH8j8Zgih9R
fha90PPvd01OPhfrRs/Awt61AvOV9stlO9ZTqO/dozl33FMW
=xP1s
-----END PGP MESSAGE-----
```

## Alternatives
Des alternatives existent pour chiffrer un e-mail. Parmi elles, on trouve PGP/MIME et S/MIME. Le format des e-mails chiffrés ou plus précisément de leurs pièces jointes est standardisé dans ces méthodes alternatives. Il est possible pour chacune de ces méthodes d'implémentation de chiffrer un message totalement, y compris les pièces jointes. Le déchiffrement du contenu d'un e-mail est donc difficile. S/MIME n'est pas compatible avec les méthodes de chiffrement basées sur OpenPGP (PGP/Inline et PGP/MIME).